# Afro-Iraner

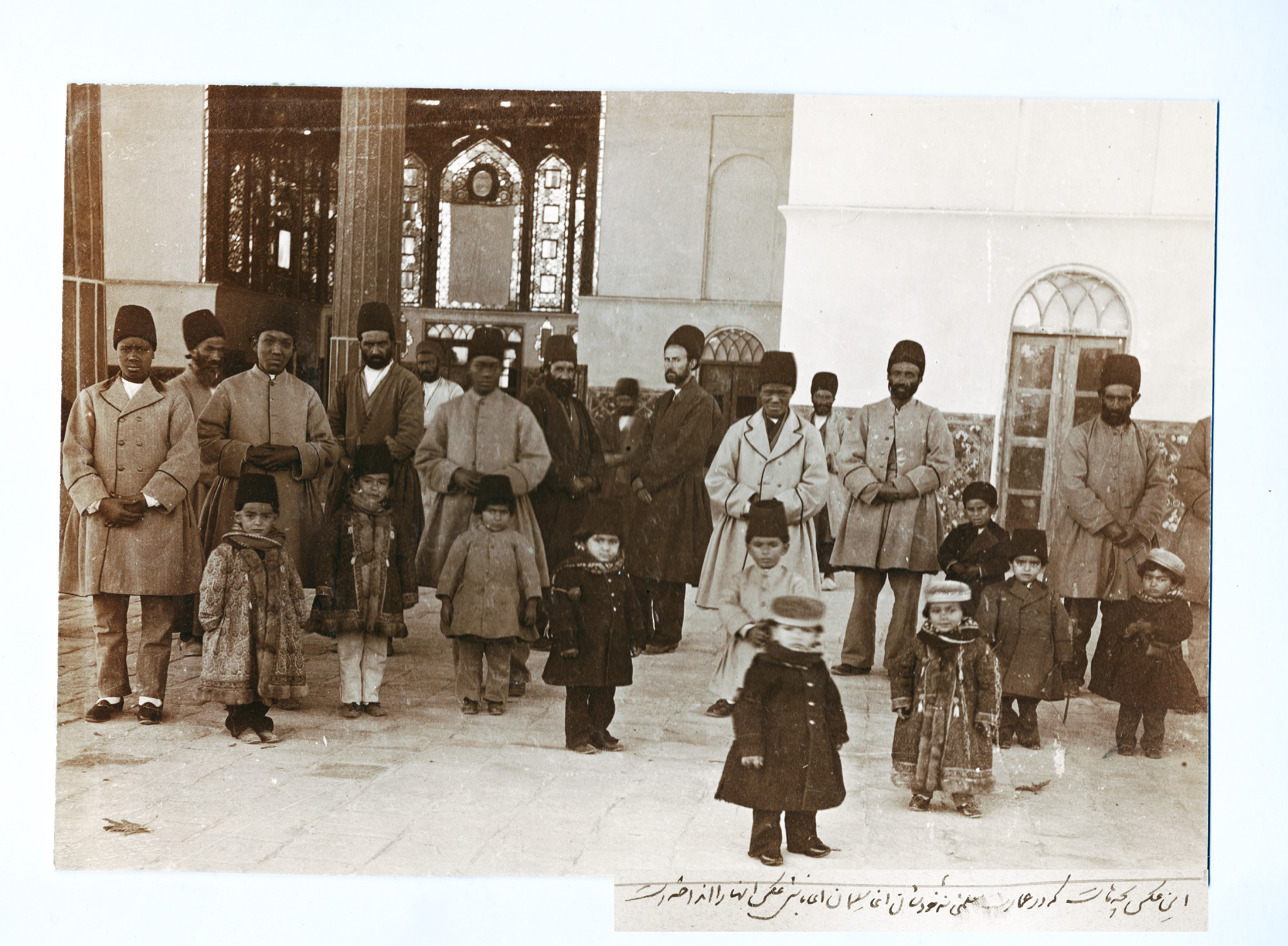
Afro-Iraner, Foto von Sklaven in den 1880er Jahren

Afro-Iraner (persisch ایرانیان آفریقائى‌تبار, DMG īrāniyān-e āfrīqā’ī-tabār, ‚Iraner afrikanischer Herkunft‘) sind Menschen schwarzafrikanischer Abstammung, die in Iran leben oder aus Iran stammen. Die meisten Afro-Iraner leben in den Küstenprovinzen des Persischen Golfs wie Hormozagan, Sistan und Belutschistan und Chuzestan.

## Geschichte
Um die Nachfrage nach Kleinarbeit zu befriedigen, wurden schwarze Sklaven, die von arabischen Sklavenhändlern gefangen genommen worden waren, im Laufe der Jahrhunderte in kumulativ großer Zahl an den Persischen Golf, Ägypten, Arabien, Indien, den Fernen Osten, die Inseln im Indischen Ozean und Äthiopien verkauft.
Während der Kadscharen-Dynastie importierten viele wohlhabende Haushalte schwarzafrikanische Frauen und Kinder als Sklaven, um Hausarbeit verrichten zu lassen. Diese Sklavenarbeit wurde ausschließlich von den Zanj geleistet, die Bantu-sprachige Völker waren, die an der Küste Südostafrikas in einem Gebiet lebten, das ungefähr das heutige Tansania, Mosambik und Malawi umfasste. Unter britischem Druck gab Mohammad Shah Qajar jedoch 1848 einen Firman heraus, der den Sklavenhandel unterdrückte.